# Крістіна (Мінас-Жерайс)
Крістіна (порт. Cristina) — муніципалітет в Бразилії, входить до складу штату Мінас-Жерайс. Є складовою частиною мезорегіону Південь і південний захід штату Мінас-Жерайс. Входить до економічно-статистичного мікрорегіону Ітажуба. Населення становить 10 592 чоловіки (станом на 2006 рік). Займає площу 311,925 км².
Місто засновано 13 травня 1774 року.

## Відомі люди
- Хосе Франсиско Резек (* 1944) — бразильський дипломат, суддя.